# Magulfus
Magulfus ou Magulfe, est le troisième successeur de Gall de Suisse à la tête de la communauté monastique de l'abbaye de Saint-Gall. 

## Biographie
Le nom de Magulfus n'apparaît que dans une seule source, l'acte de donation de Cannstatt de 708 par le duc Godefroid d'Alémanie.
Il y est décrit comme « presbyter et pastor sancti Galluni », prêtre et pasteur de Saint-Gall.